# Gaetano Cari
Gaetano Cari (fl. XVIII secolo) è stato un artigiano italiano del XVIII secolo.
Non si hanno molte notizie sull'abate Gaetano Cari. Sappiamo che nel 1787 si occupò del restauro degli strumenti di fisica del Seminario di Pistoia e che nel 1788 venne nominato dispensiere del Museo di Fisica e Storia Naturale di Firenze. A causa delle sue precarie condizioni di salute, venne sollevato dall'incarico l'anno successivo. Cari è autore del grande conduttore a spirale esposto al Museo Galileo di Firenze e del piccolo trattato Nuovo Conduttore Spirale con la sua Teoria (Pistoia, 1783), nel quale sosteneva che il conduttore a spirale avrebbe potuto accumulare una carica maggiore del cilindro convenzionale.
Costruì anche barometri e macchine pneumatiche ed eseguì esperimenti sul vuoto e la capillarità. Nel 1779 pubblicò a Pistoia De aeris gravitate eiusque elaterio specimen physicum cui adiecta est in fine analysis machinae simplicis pneumaticae in planiorem formam redactae.